# Hoplophthiracarus proximus
Hoplophthiracarus proximus är en kvalsterart som beskrevs av Wojciech Niedbała 1984. Hoplophthiracarus proximus ingår i släktet Hoplophthiracarus och familjen Phthiracaridae. Inga underarter finns listade i Catalogue of Life.